# Abby Erceg
Abby Erceg (ur. 20 listopada 1989 w Whangarei) – nowozelandzka piłkarka grająca na pozycji obrońcy, zawodniczka Three Kings United i reprezentacji Nowej Zelandii, w której zadebiutowała 14 listopada 2006 w meczu przeciwko Chinom. Uczestniczka Mistrzostw Świata 2007 oraz XXIX Igrzysk Olimpijskich w Pekinie (2008).